# Plamen Timchev
Plamen Timchev (em búlgaro:  Пламен Тимчев, nascido em 12 de julho de 1951) é um ex-ciclista olímpico búlgaro. Representou sua nação nos Jogos Olímpicos de Verão de 1972, na prova de perseguição por equipes.